# Isometrus formosus
Espèce
Isometrus formosus est une espèce de scorpions de la famille des Buthidae.

## Distribution
Cette espèce se rencontre à Singapour et en Indonésie à Java et à Sumatra,.

## Description
La femelle syntype mesure 33,5 mm.

## Publication originale
- Pocock, 1894 : « Scorpions from the Malay Archipelago. » Zoologische Ergebnisse einer reise in Niederländisch Ost-Indien, vol. 3, no 2, p. 84-99 (texte intégral).